# Elizabeth Magie
Elizabeth «Lizzie» J. Phillips (Macomb, 9 de mayo de 1866-Arlington, 2 de marzo de 1948) fue una diseñadora de juegos e inventora estadounidense y georgista. Fue la inventora de The Landlord's Game, precursor del Monopoly, para ilustrar las enseñanzas de la era progresista del economista Henry George.

## Trayectoria
Hija de James Magie, un editor de periódicos y abolicionista que acompañó a Abraham Lincoln mientras viajaba por Illinois en la década de 1850 debatiendo políticas con Stephen A. Douglas. Su padre la introdujo a la escritura del economista Henry George, específicamente el libro Progress and Poverty, tras lo cual Lizzie se convirtió en una fuerte partidaria de lo que en ese momento se llamaba el Sistema de Impuesto Único (Georgiano). En la década de 1880, trabajó como taquígrafa. También fue una escritora de relatos cortos y poesía, comediante, actriz de teatro, feminista, e ingeniera. En 1906, trabajó como reportera de un periódico. En 1910, con 44 años, se casó con Albert Phillips.
Mientras vivía en Brentwood, Maryland, hizo el juego conocido como "The Landlord's Game" (El Juego del propietario), que se hizo popular entre sus amigos, del que pidió su primera patente. El 23 de marzo de 1903, solicitó la patente de su juego de mesa en la Oficina de Patentes y Marcas Registradas de Estados Unidos, que fue diseñado para demostrar los efectos económicos negativos del monopolio del terreno y el uso del Impuesto sobre Bienes Inmuebles como remedio. Se le concedió la patente de Estados Unidos 748.626 el 5 de enero de 1904.
En 1906, se trasladó a Chicago. Ese año, ella y sus compañeros georgistas crearon la Economic Game Co para la libre publicación de su edición original de "The Landlord's Game". En 1910, se casó con Albert Phillips y Parker Brothers publicó su juego humorístico de cartas "Mock Trial". En 1912, "The Landlord's Game" fue adaptado en Escocia por Newbie Game Co como "Bre'r Fox and Bre'r Rabbit". Aunque las instrucciones afirmaban que estaba protegido por una patente británica, no hay constancia actual de que eso sucediera realmente.
Ella y su marido se trasladaron de nuevo a la costa Este de los Estados Unidos y patentaron una versión revisada del juego en 1924; recibió la patente 1.509.312. Al tiempo que su patente original había expirado en 1921, Magie intentaba recuperar el control sobre su juego, que en ese momento se estaba usando en algunas universidades, donde los estudiantes hicieron sus propias copias. En 1932, la segunda edición de "The Landlord's Game" fue publicada por la compañía Adgame de Washington D. C., siendo probablemente otro esfuerzo de auto-publicación. Esta versión fue realmente dos juegos en uno, ya que se consideraba que contenía reglas alternativas para un juego llamado "Prosperity".
Tras una entrevista con ella en enero de 1936 en el periódico de Washington D. C., en la que Magie parecía mostrarse un poco crítica con los Hermanos Parker, acordaron publicar dos más de sus juegos.
Vendieron sus últimas invenciones relacionadas con sus juegos de mesa a "Bargain Day and King's Men" en 1937, y una tercera versión de "The Landlord's Game" en 1939. En "Bargain Day", los compradores compiten entre sí en unos grandes almacenes; "King's Men" es un juego abstracto de estrategia. Algunas copias de la versión de Parker Brothers de "The Landlord's Game" aunque raras se sabe que existen, pero "Bargain Day" y "King's Men" son más comunes.

## Fallecimiento
Magie murió en Arlington, Virginia, en 1948 con 82 años.
Su papel como inventora del tablero de Monopoly fue descubierto durante la investigación de un juicio. Ralph Anspach era un profesor de economía que en 1973 comenzó una larga batalla legal contra los Parker Brothers sobre su juego Anti-monopolio. Mientras investigaba el caso, descubrió sus patentes y su investigación se convirtió en parte del expediente judicial.